# Österreichischer Skulpturenpark

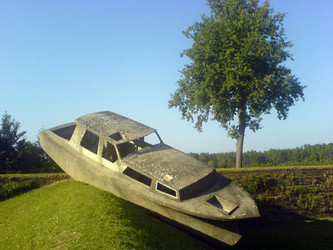
Betonboot van Michael Schuster

Het Österreichische Skulpturenpark is een beeldenpark van zeven hectare in Unterpremstätten, 7 km ten zuiden van de stad Graz in de Oostenrijkse deelstaat Steiermark. Het beeldenpark is onderdeel van het Universalmuseum Joanneum in Graz.

## Het park
Het beeldenpark, ontworpen door de Zwitserse landschapsarchitect Dieter Kienast, werd aangelegd op het terrein van de Internationale Gartenschau 2000 en werd in 2003 geopend. Kern van het beeldenpark is het Art Park rond de studio van de ORF-Steiermark. Het park maakt sinds 2007 deel uit van het in Graz gevestigde museumcomplex Universalmuseum Joanneum.
De collectie van beelden omvat inmiddels 60 werken van (voornamelijk) Oostenrijkse en internationale hedendaagse beeldhouwers, onder anderen Fritz Wotruba, Franz West, Michael Kienzer, Nancy Rubins en Joannis Avramidis.
In 2008 werd de collectie uitgebreid met een schenking, het werk Painting to Hammer a Nail in/ Cross Version van Yoko Ono uit 2005.

## De collectie (selectie)
- Hans Aeschbacher: Figur II (1955)
- Joannis Avramidis: Figur III (1963)
- Bruno Gironcoli: Untitled (1996/96)
- Fritz Hartlauer: Senkrechter Auszug aus der Urzelle (1982/84)
- Oskar Höfinger: Jetzt (1986)
- Michael Kienzer: Ohne Titel (1992/94)
- Tony Long: Natalexos (1987)
- Yoko Ono: Painting to Hammer a Nail in/ Cross Version (2005)
- Tobias Rehberger: Asoziale Tochter (2004)
- Nancy Rubins: Airplane Parts and Hills (2003)
- Michael Schuster: Betonboot (2003) en SAT Antenne (2001)
- Hartmut Skerbisch: 3D Fraktal 03/H/dd (2003)
- Susana Solano: A juste en el vacio (1995/96)
- Gustav Troger: Couplet (Stahl-Wasser-Dramatisierung) (1990) en Materialprobe: Sieg über die Sonne, Kunst sich über die Natur lustig zu machen (2004)
- Franz West: Who's who (1992)
- Fritz Wotruba: Figur II (1958)

## Fotogalerij

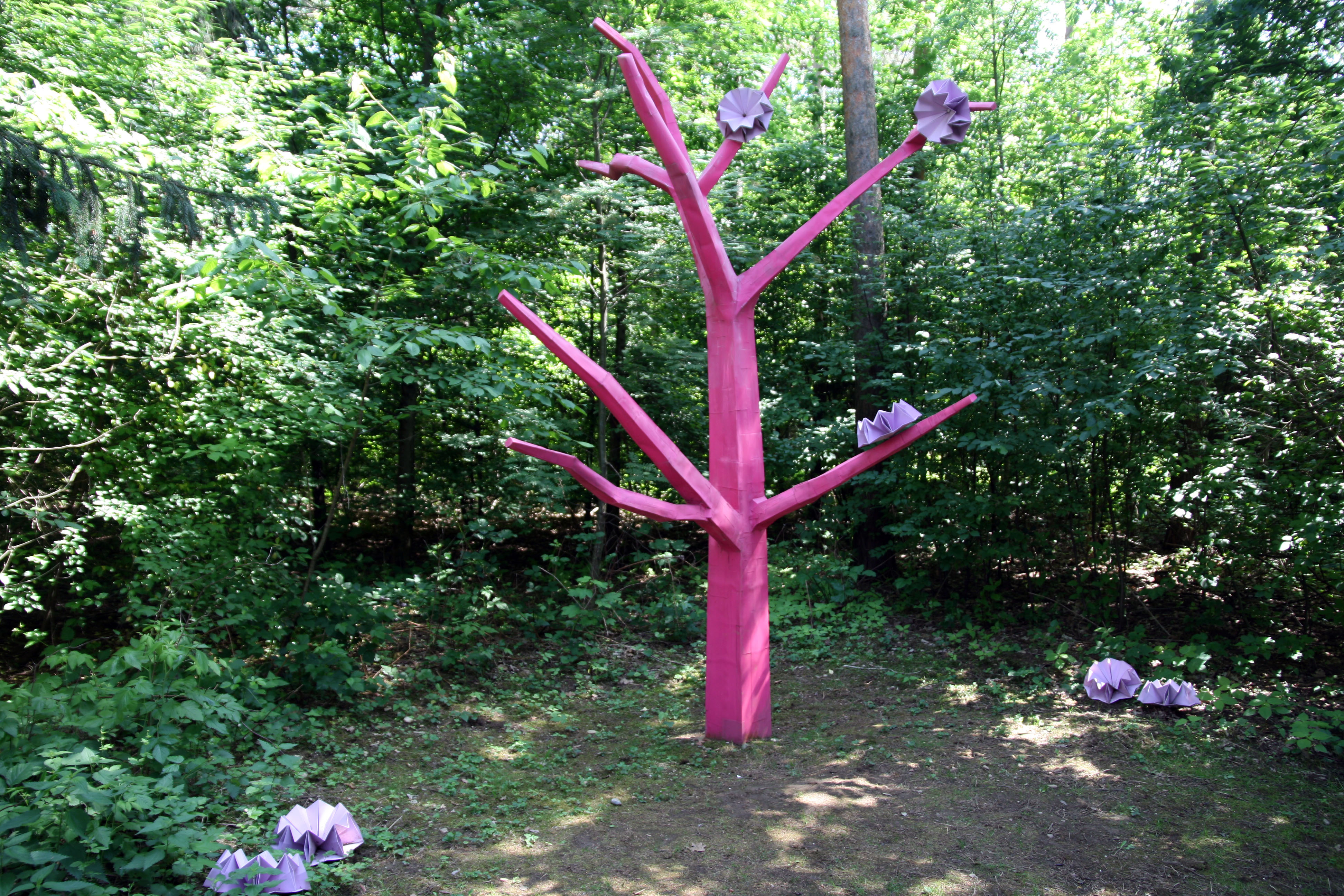
Asoziale Tochter van Tobias Rehberger
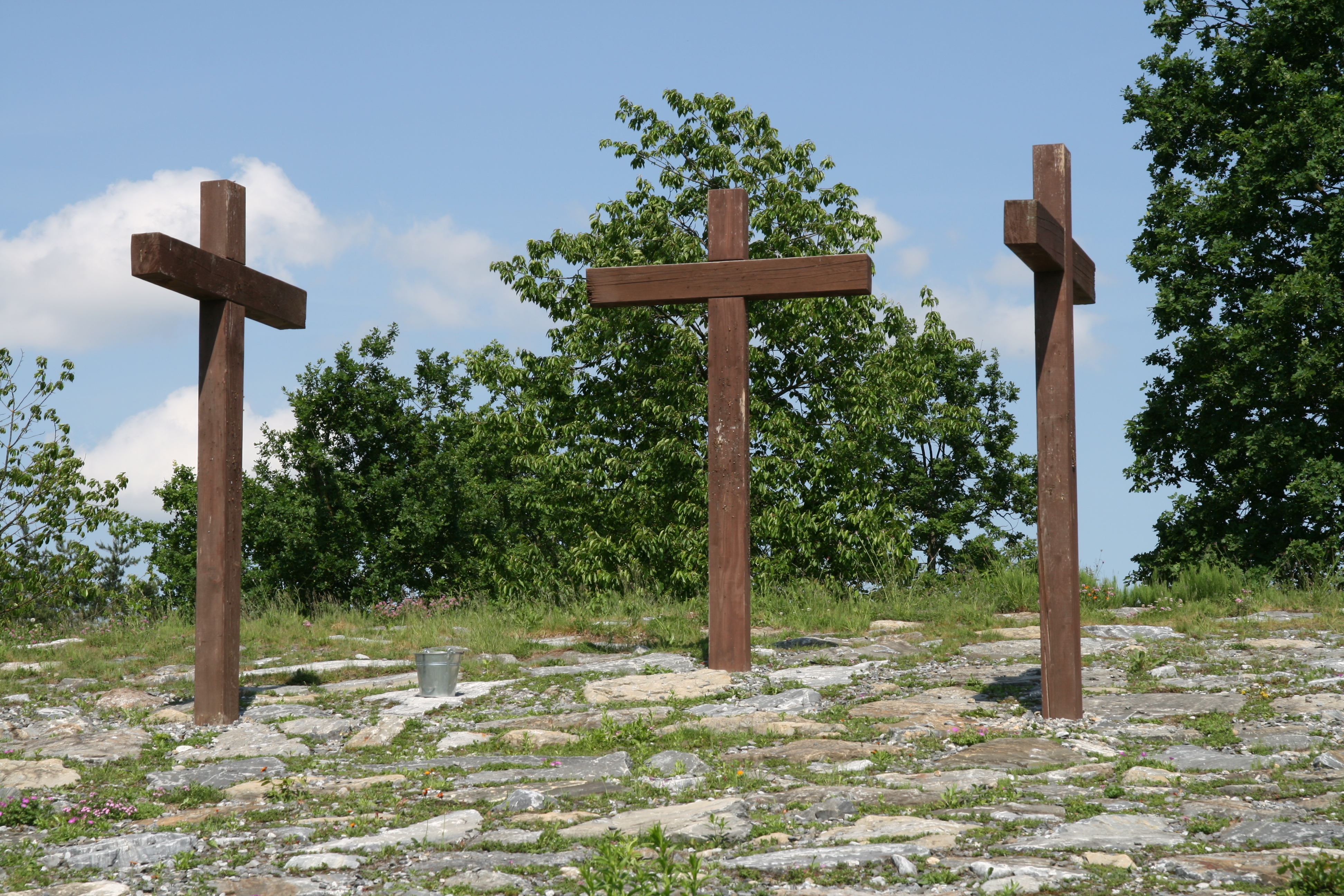
Painting to Hammer a Nail in/ Cross version van Yoko Ono
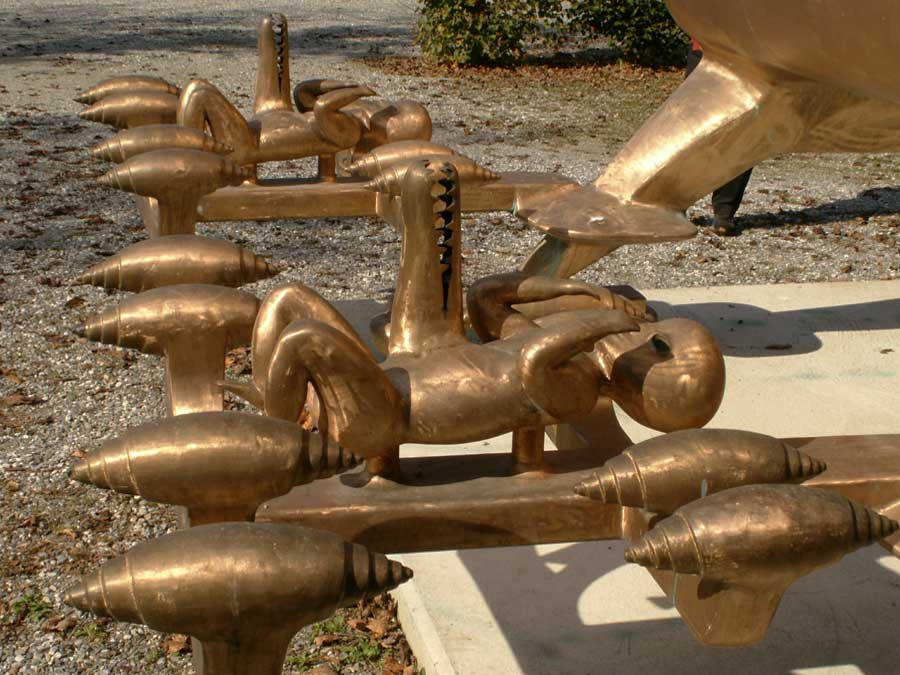
Untitled (detail) van Bruno Gironcolo
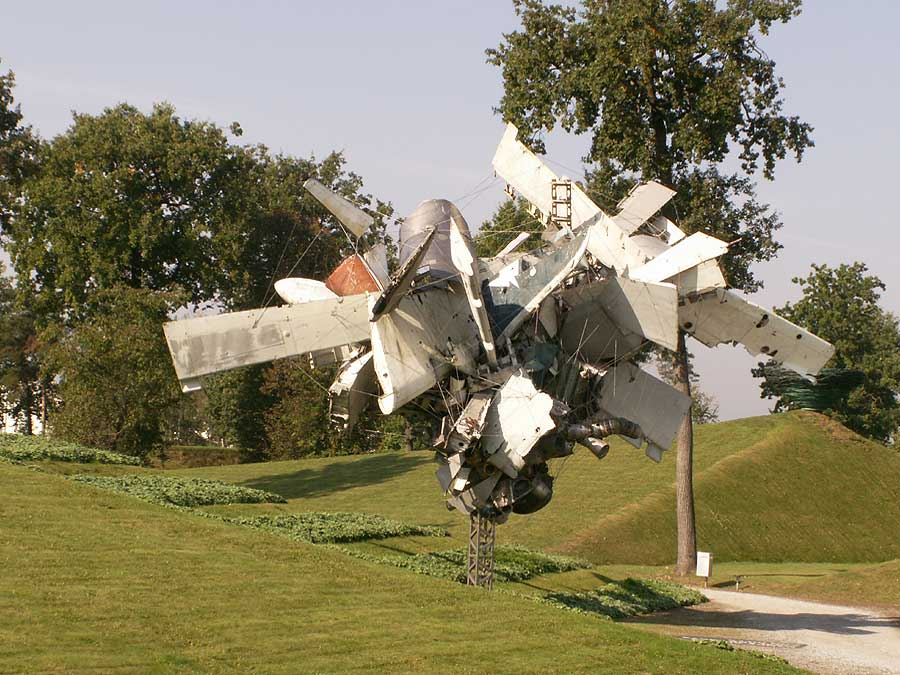
Airplane Parts and Hills van Nancy Rubins
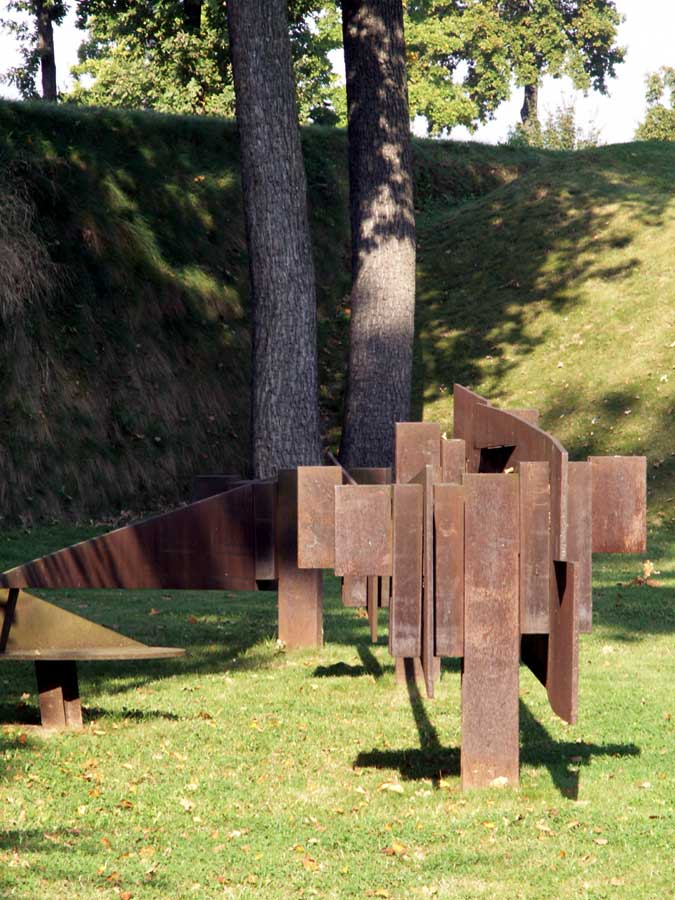
Natalexos van Tony Long
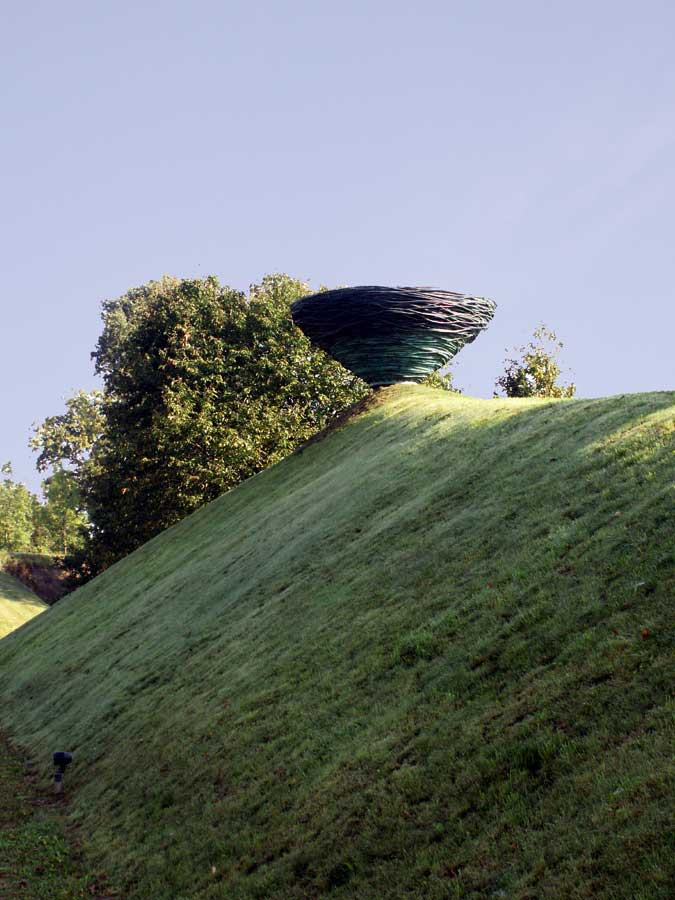
Ohne Titel van Michael Kienzer
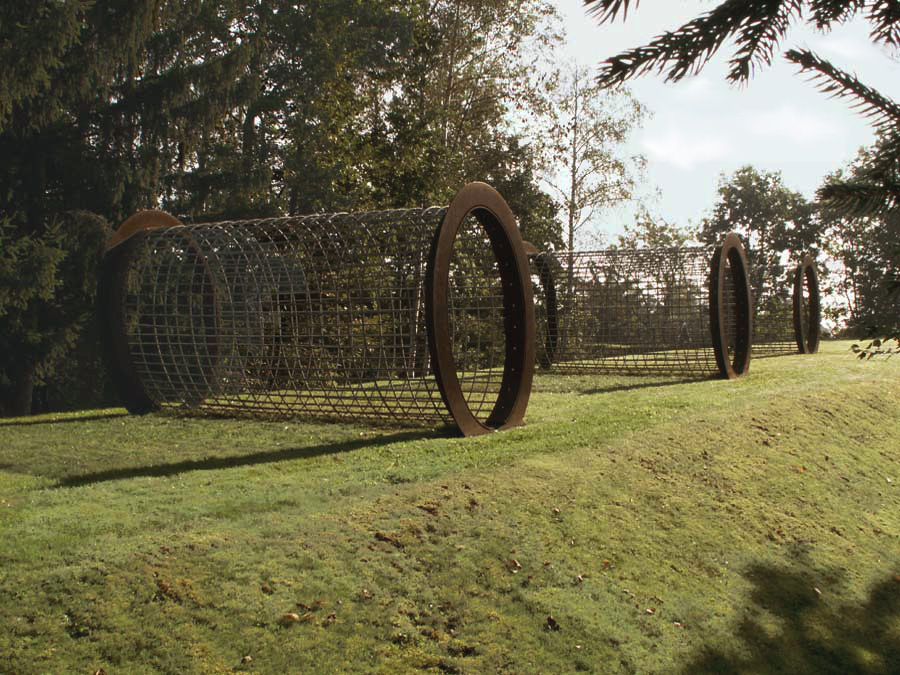
A juste en el vacio van Susana Solano